# Сохранение игры
Сохранение игры — запись на какое-либо постоянное запоминающее устройство текущего состояния прохождения компьютерной игры, с возможностью вернуться к нему в будущем.

## Потребность в сохранении
По книге Адамса, в играх сохранение нужно по следующим причинам:
- Необходима возможность прервать игру, чтобы потом вернуться к ней. Современные игры настолько длинны, что их физически тяжело пройти за один сеанс;
- Дать возможность игроку исправить свои ошибки. В играх для автоматов и первых приставок для этого применялись «жизни». В более сложных играх, например, RPG, жизнь всего одна, а право на ошибку даётся путём сохранения;
- Поощрение к исследованию игрового мира — отыскать оставленные разработчиками секреты, исследовать альтернативные способы прохождения игры. Таким образом, сохранение даёт ощутимый вклад в реиграбельность.

### «Дойка сохранениями»
С сохранением появляется такой феномен, как «дойка» (англ. savescumming): игрок начинает многократно проходить сложный участок в надежде, что он случайно одержит победу, поминутно сохраняясь. В разных жанрах отношение игроков к «дойке» разное: в экшенах зачастую есть клавиши быстрой загрузки и сохранения; в roguelike и симуляторах даже повторная загрузка считается читерством, не говоря уже о «дойке».

#### Методы борьбы с дойкой
- Исключение «внезапной смерти». Игроку даётся достаточно «рычагов», позволяющих предотвратить смерть — например, если враг нанёс критический удар и персонаж не может продолжать бой, всё равно (при достаточном уровне жизни) есть шанс сбежать и вылечить рану, как, например, в игре Mount and Blade. Иногда (например, в хороших roguelike) эти рычаги довольно тонки и приходится учиться навязывать только те бои, которые выгодны игроку.
- Сохранение в контрольных точках. Изначально это существенно упрощало движок и позволяло реализовать игру на машине без перепрограммируемого постоянного запоминающего устройства (с помощью паролей); сейчас это, в основном, геймплейная функция — например, Mafia: The City of Lost Heaven полностью сохраняет состояние игры, но только в контрольных точках.
- Специальная зона сохранения — пространственная (Grand Theft Auto 3) или временна́я («Фидо»).
- Ограничение на количество сохранений (Hitman). Некоторые игры (серия Donkey Kong или та же «Фидо») за превышение этого лимита снимали игровые деньги.
- Стирать сохранённый файл в случае смерти игрока (Diablo II на высоких уровнях сложности, большинство roguelike).
- Какое-либо другое ограничение (например, в Outcast для сохранения применялся артефакт Gaamsav, который выдавал позицию игрока, поэтому его крайне сложно задействовать в бою).

## Способы сохранения

### Пароль
Пароль, или код (англ. password) — способ сохранения достигнутого прогресса или его части для того, чтобы впоследствии можно было вернуться и продолжить игру в описываемой паролем точке.

### Постоянное запоминающее устройство
Первые бытовые компьютеры подключались к бытовому магнитофону, и в качестве носителя сохранённого процесса прохождения игры использовались компакт-кассеты — обычно на сохранение отводилась отдельная чистая кассета. Когда кассеты были заменены более прогрессивными флоппи-дискетами, сохранение стало полностью автоматизированным.
В некоторых картриджах (Legend of Zelda) была энергонезависимая память (обычно SRAM с батарейкой), но это увеличивало стоимость игр. С середины 1990-х годов игровые консоли стали использовать встроенную в них энергонезависимую память или сменные карты памяти. В первых картах не было никакой файловой системы — карта делилась на несколько одинаковых блоков. Поэтому пароли продолжали применяться вплоть до появления жёстких дисков в Xbox, с которыми отпала необходимость тратить целый блок ради нескольких байт.
Многие игры для PlayStation и подобных приставок могли держать в одном блоке несколько своих сохранений (например, Final Fantasy VII — пятнадцать).
В эмуляторах приставок обычно можно выгружать на диск состояние всей памяти — это обеспечивает сохранение для любых игр, работающих на эмуляторе.

#### Преимущества
- Полностью автоматизированное сохранение (кроме магнитофонных кассет)
- Большой объём сохраняемой информации.

#### Недостатки
- Устройству требуется ППЗУ.
- Примитивные файловые системы первых карт памяти неэкономно расходовали место.
- В устройствах с закрытой файловой системой невозможен обмен сохранениями.
- Дороговизна устройств сохранения (если они нестандартные).

### Файл эмулятора
Большинство эмуляторов игровых систем позволяют сохранять текущее состояние игры, то есть значения ячеек виртуальной памяти, в специальный файл, распознаваемый только самим эмулятором. «Эмуляторное» сохранение не ограничено встроенными возможностями игры и позволяет сохранять любую эмулируемую игру в любом месте. Кроме того, иногда есть возможность использования нескольких слотов для разных сохранений и назначения быстрых сохранений на горячие клавиши.
В зависимости от нужд пользователя эмулятора и способностей его создателя, файл сохранения, помимо простейшего снимка состояния памяти, может содержать дополнительные данные. Такая функция эмуляторов как перезапись видеопрохождения позволяет сохранять всю информацию о предыдущих кнопочных нажатиях, которые привели память в текущее состояние. Иными словами, в каждом таком сохранении запаковано всё предшествующее прохождение.
«Эмуляторные» сохранения широко используются как рядовыми геймерами, так и создателями скоростных прохождений. Но если первым они упрощают игру, сводя риск поражения к минимуму, то для вторых они являются полезным средством отработки точности и выявления оптимальной стратегии. В частности, tool-assisted speedrun полностью построен на грамотном использовании сохранений для оптимизации мельчайших деталей прохождения вплоть до манипуляции игровым искусственным интеллектом.

### Контрольные точки
Контрольная точка в компьютерных играх представляют собой игровую механику или технологию, сохраняющую состояние игры в определённых разработчиками местах, и позволяющее в последующем в случае смерти персонажа начинать игру с сохранённого состояния.